# 硝基苯乙烯
硝基苯乙烯是苯乙烯的一个氢原子被硝基取代而成的化合物，化学式C
8H
7NO
2，可以指：
- 2-硝基苯乙烯
- 3-硝基苯乙烯
- 4-硝基苯乙烯
- α-硝基苯乙烯
- β-硝基苯乙烯

|  | 这个同类索引页列出了具有相同或相似标题的化学条目。 除非您是有意链接至本页，否则应将相应条目的内部链接指向正确的条目。 |